# Zodarion
Zodarion es un género de arañas de la familia Zodariidae.

## Especies
- Zodarion abantense
- Zodarion abnorme
- Zodarion aculeatum
- Zodarion aerium
- Zodarion affine
- Zodarion alacre
- Zodarion albipatellare
- Zodarion alentejanum
- Zodarion algarvense
- Zodarion algiricum
- Zodarion andalusiacum
- Zodarion apertum
- Zodarion arabelae
- Zodarion arachnaio
- Zodarion asiaticum
- Zodarion atlanticum
- Zodarion atriceps
- Zodarion attikaense
- Zodarion aurorae
- Zodarion bacelarae
- Zodarion bactrianum
- Zodarion barbarae
- Zodarion bekuzini
- Zodarion beroni
- Zodarion berryi
- Zodarion beticum
- Zodarion bicoloripes
- Zodarion bigaense
- Zodarion blagoevi
- Zodarion bosmansi
- Zodarion buettikeri
- Zodarion caporiaccoi
- Zodarion caucasicum
- Zodarion cesari
- Zodarion chaoyangense
- Zodarion christae
- Zodarion confusum
- Zodarion continentale
- Zodarion costablancae
- Zodarion costapratae
- Zodarion couseransense
- Zodarion cyrenaicum
- Zodarion deltshevi
- Zodarion denisi
- Zodarion diatretum
- Zodarion dispar
- Zodarion dubium
- Zodarion duriense
- Zodarion egens
- Zodarion elegans
- Zodarion emarginatum
- Zodarion epirense
- Zodarion evvoia
- Zodarion fazanicum
- Zodarion frenatum
- Zodarion fulvonigrum
- Zodarion furcum
- Zodarion fuscum
- Zodarion gallicum
- Zodarion germanicum
- Zodarion geshur
- Zodarion gracilitibiale
- Zodarion graecum
- Zodarion granulatum
- Zodarion gregua
- Zodarion guadianense
- Zodarion hamatum
- Zodarion hauseri
- Zodarion hunanense
- Zodarion immaculatum
- Zodarion inderensis
- Zodarion isabellinum
- Zodarion italicum
- Zodarion jansseni
- Zodarion jozefienae
- Zodarion judaeorum
- Zodarion kabylianum
- Zodarion karpathos
- Zodarion killini
- Zodarion konradi
- Zodarion korgei
- Zodarion kossamos
- Zodarion lindbergi
- Zodarion luctuosum
- Zodarion ludibundum
- Zodarion lusitanicum
- Zodarion lutipes
- Zodarion machadoi
- Zodarion maculatum
- Zodarion mallorca
- Zodarion marginiceps
- Zodarion martynovae
- Zodarion merlijni
- Zodarion mesranense
- Zodarion messiniense
- Zodarion minutum
- Zodarion modestum
- Zodarion mongolicum
- Zodarion morosoides
- Zodarion morosum
- Zodarion murphyorum
- Zodarion musarum
- Zodarion nenilini
- Zodarion nesiotes
- Zodarion nesiotoides
- Zodarion nigriceps
- Zodarion nigrifemur
- Zodarion nitidum
- Zodarion noordami
- Zodarion odem
- Zodarion ohridense
- Zodarion ovatum
- Zodarion pacificum
- Zodarion pallidum
- Zodarion petrobium
- Zodarion pileolonotatum
- Zodarion pirini
- Zodarion planum
- Zodarion proszynskii
- Zodarion pseudoelegans
- Zodarion pusio
- Zodarion pythium
- Zodarion remotum
- Zodarion reticulatum
- Zodarion robertbosmans
- Zodarion rubidum
- Zodarion rudyi
- Zodarion ruffoi
- Zodarion samos
- Zodarion santorini
- Zodarion sardum
- Zodarion schmidti
- Zodarion scutatum
- Zodarion segurense
- Zodarion simplex
- Zodarion soror
- Zodarion spasskyi
- Zodarion spinibarbe
- Zodarion styliferum
- Zodarion sungar
- Zodarion sytchevskajae
- Zodarion tadzhikum
- Zodarion talyschicum
- Zodarion testaceofasciatum
- Zodarion thoni
- Zodarion timidum
- Zodarion tireboluensis
- Zodarion trianguliferum
- Zodarion tunetiacum
- Zodarion turcicum
- Zodarion van
- Zodarion vanimpei
- Zodarion vankeerorum
- Zodarion variegatum
- Zodarion varoli
- Zodarion vicinum
- Zodarion viduum
- Zodarion volgouralensis
- Zodarion walsinghami
- Zodarion yemenensis
- Zodarion zorba